# Валсорден
Валсорден (нід. Walsoorden) — село в нідерландській провінції Зеландія. Входить до муніципалітету Гюлст.
Його площа становить 7,19 км², а населення станом на 2021 рік складало 335 осіб.
Перша згадка про населений пункт датується 1210 роком.